# Henry George (Ökonom)

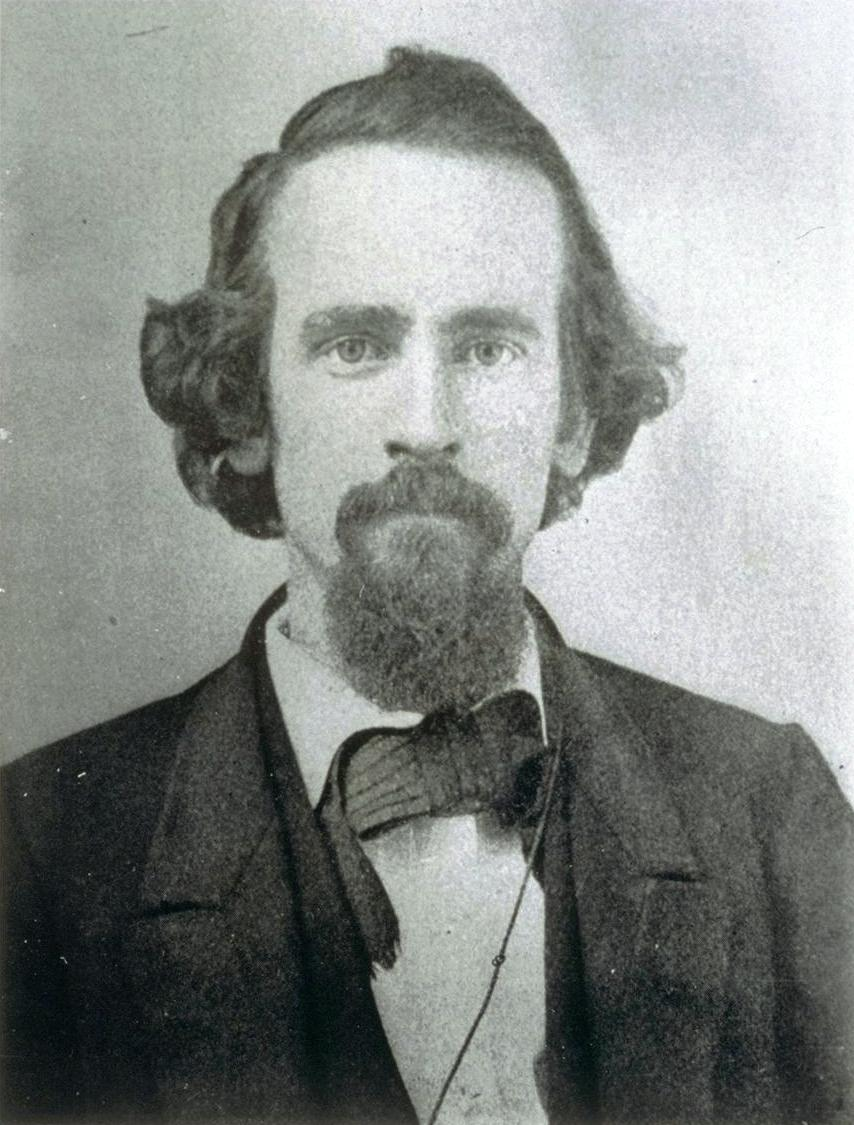
Henry George (1865)

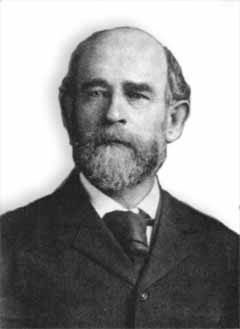
Henry George

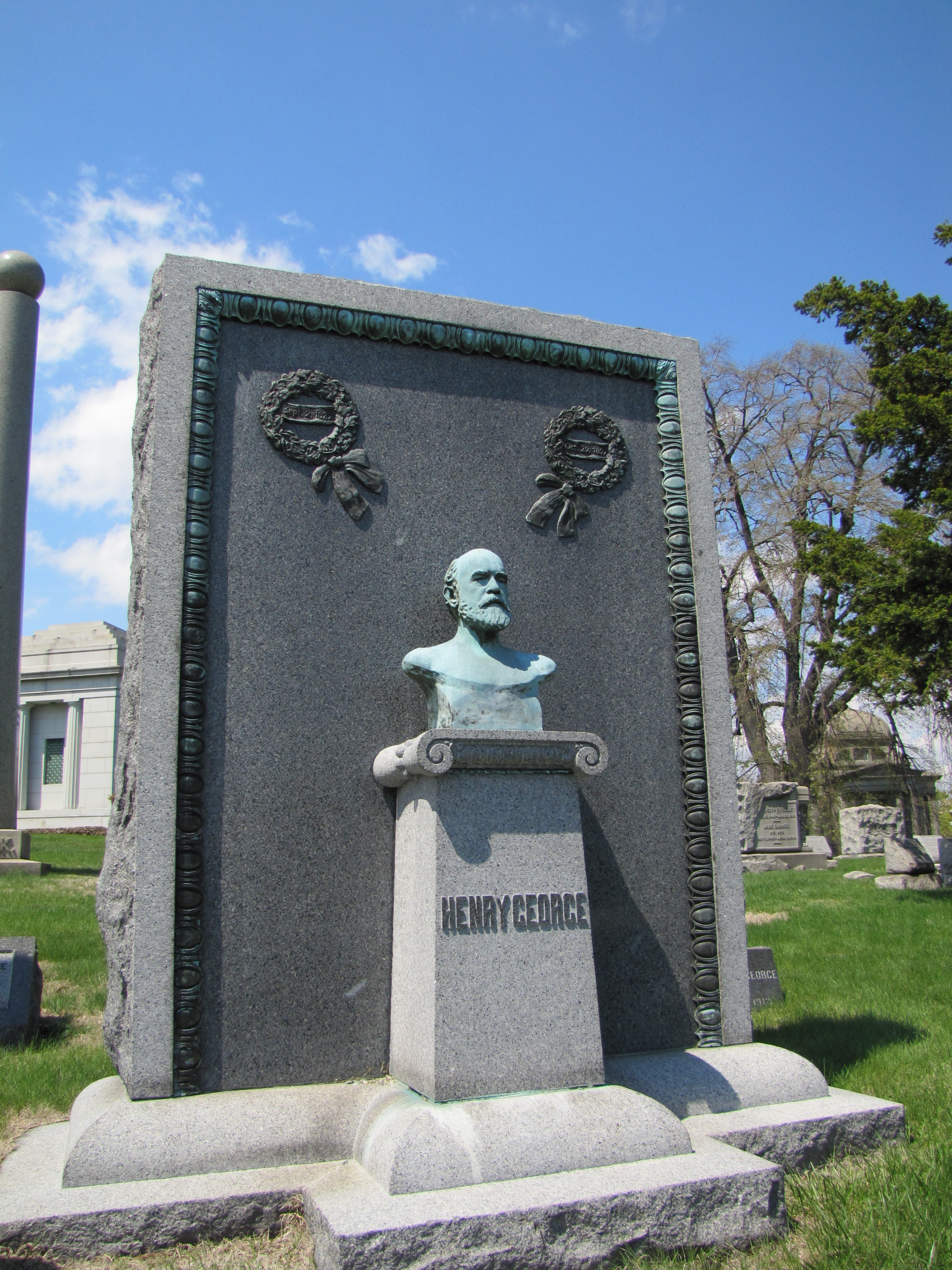
Grabmal auf dem Friedhof Green-Wood

Henry George (* 2. September 1839 in Philadelphia, Pennsylvania; † 29. Oktober 1897 in New York City) war ein US-amerikanischer politischer Ökonom und der einflussreichste Befürworter einer Einheitssteuer auf Landbesitz. Er ist der Autor des 1879 erschienenen Bestsellers Progress and Poverty (Fortschritt und Armut). Dort wird erstmals das Bild von der „Erde als einem Schiff im All“ benutzt.

## Leben
Henry George wurde in Philadelphia als zweites von zehn Kindern von Richard S. H. George und Catharine Pratt George geb. Vallance in einer Familie der unteren Mittelschicht geboren. Sein Vater war ein Verleger religiöser Texte. Nach dem Ende seiner Schulzeit mit 14 Jahren arbeitete er als Matrose auf Seefahrten nach Australien und Indien. Seit 1858 war er als Buchdrucker in San Francisco beschäftigt und betätigte sich auch zeitweise als Goldgräber. 
Henry George heiratete 1861 die aus Sydney stammende Waise Annie Corsina Fox George und hatte mit ihr vier Kinder: Henry George Jr., Jennie Teresa George, Richard Fox George und Anna Angela George De Mille.
In San Francisco begann er eine Karriere als Journalist. Er war Mitarbeiter und dann Herausgeber verschiedener Zeitungen, darunter der San Francisco Post und der San Francisco Times. Er unternahm mehrmals Reisen nach England, Schottland und Irland, 1890 auch nach Australien. 
Nach einer Reise nach New York City stellte George fest, dass, obwohl New York wirtschaftlich deutlich entwickelter als Kalifornien war, sich die Armen in New York in einer noch wesentlich schlimmeren Situation befanden. 1879 verarbeitete er diese Erkenntnis im Buch Progress and Poverty, das sich mehr als drei Millionen Mal verkaufte. Als Grund für die hohe Armut in New York betrachtete er die ungleiche Landverteilung (Vorhandensein von Großgrundbesitzern) und Monopole.
1880 zog er nach New York City. Dort kandidierte er, nominiert von der Independent Labor Party, 1886 als Bürgermeister. Seine Plattform gab als Ziele unter anderem bei gleicher Arbeit die gleiche Bezahlung von Frauen und Männern, das Aufheben der Eigentumsvorschriften um Mitglied einer Jury zu werden und die Einführung öffentlicher Verkehrsmittel (Straßenbahnen). Er erzielte in der von Fälschungsvorwürfen überschatteten Wahl 31 Prozent der Stimmen und somit mehr als der Kandidat der Republikaner, Theodore Roosevelt, mit 27 Prozent. Der aus dem Umfeld der Tammany Hall stammende demokratische Kandidat Abram Hewitt gewann mit 41 Prozent der Stimmen.
Seit 1887 war George Herausgeber der Wochenzeitung The Standard in New York.
George inspirierte die nach ihm benannte Philosophie des Georgismus, nach der jeder das besitzen solle, was er selbst durch Arbeit kreiert habe, und nach der die Erträge aus in der Natur aufgefundenen Gütern, d. h. Bodenrenten und Ressourcenrenten allen Menschen zu gleichen Teilen gehören sollten. Er war außerdem ein Gegner des Protektionismus.

## Einfluss
In Leo Tolstois Roman Die Auferstehung handelt der aristokratische Protagonist Nechliudow im Sinne Henry Georges, indem er sein Land an die Bauern abgibt und eine entsprechende Einheitssteuer einführt. Auf die Ideen von George bezogen bzw. beziehen sich in einigen Aspekten unter anderem Martin Luther King, Ralph Nader und Dennis Kucinich. Teils wird sich auf George aufgrund seiner Befürwortung des Freihandels auch positiv aus dem rechtsliberalen Lager bezogen, so etwa von William F. Buckley, Jr.
Franklin D. Roosevelt pries ihn als „einen der wirklich großen Denker, die unser Land hervorgebracht haben“ und beklagte, dass seine Schriften nicht bekannter sind und besser verstanden werden.
Albert Einstein schrieb über Henry George: „Männer wie Henry George sind leider selten. Man kann sich keine schönere Kombination von intellektueller Schärfe, künstlerischer Form und glühender Liebe zur Gerechtigkeit vorstellen. Jede Zeile ist wie für unsere Generation geschrieben. Die Verbreitung dieser Werke ist eine wirklich verdienstvolle Sache, denn insbesondere unsere Generation hat viele und wichtige Dinge von Henry George zu lernen.“
Elizabeth Magie Phillips soll bei der Entwicklung der Monopoly-Vorlage The Landlord’s Game von Georges Werken inspiriert worden sein.
Nach ihm wurde das Henry-George-Theorem benannt, dessen erste Ansätze er 1879 veröffentlichte. Die Wirtschaftsnobelpreisträger William Vickrey und Joseph Stiglitz gehören zu den neueren von Henry George beeinflussten Ökonomen.

## Werke

Science of political economy, 1898

- 1871: Our land and land policy, national and state.
- 1877: The American republic. Its dangers and its possibilities
- 1879: Progress and poverty; an inquiry into the cause of industrial depressions, and of increase of want with increase of wealth–The remedy
  - 1881, Deutsche Übersetzung von C. D. F. Gütschow: Fortschritt und Armuth. Eine Untersuchung über die Ursache der industriellen Krisen und der Zunahme der Armuth bei zunehmendem Reichthum
  - 2017, Deutsche, von Dirk Löhr überarbeitete und herausgegebene, vollständige Übersetzung, Metropolis Verlag, Marburg/Lahn. 480 Seiten.
- 1881: The Irish land question. What it involves, and how alone it can be settled
- 1883: Social problems
  - 1885, Deutsche Übersetzung von F. Stöpel: Sociale Probleme
- 1884: The land question
- 1886: Protection or free trade
  - 1887 Deutsche Übersetzung von F. Stöpel: Untersuchung der Zollfrage mit besonderer Rücksicht auf die Interessen der Arbeit
- 1891: The condition of labour
  - 1893, Deutsche Übersetzung von Bernhard Eulenstein: Zur Erlösung aus socialer Noth
- 1892: A perplexed philosopher: being an examination of Mr. Herbert Spencer’s various utterances on the land question, with some incidental reference to his synthetic philosophy
- 1897: The science of political economy